# Het zaad van de ondergang
Het zaad van de ondergang (Engels: The Body Snatchers) is een sciencefictionroman uit 1955 van de Amerikaanse schrijver Jack Finney. 

## Verhaal
Het verhaal speelt zich af in een niet nader benoemde tijd. Miles Bennell is huisarts in de stad Santa Mira in Californië. Als hij zijn praktijk wil afsluiten, staat zijn oude liefde Becky Driscoll voor de deur. Zij komt hem om raad vragen, want haar tante heeft het idee opgevat dat haar man haar man niet meer is. Volgens haar ziet hij er nog hetzelfde uit, reageert hij nog hetzelfde, maar de “ziel” is er uit. Miles kan echter niets vinden en doet het af als een vreemd verhaal. Hij hoort wel vaker vreemde verhalen, waarvan achteraf blijkt dat het op toeval berust. Binnen aan aantal dagen krijgt hij echter meer soortgelijke verhalen te horen en schakelt daarom een psychiater in. Die doet de zaak af als massahysterie. De kwestie krijgt een vervolg als men in huizen complete omhulsels aantreft van lichamen van de bewoners van dat huis. Ongeveer tegelijkertijd worden diverse zaadlobben aangetroffen, maar voorlopig legt men nog geen verband tussen de twee verschijnselen. Dit wordt anders als Miles ook de tussenvorm ontdekt. Uiteindelijk blijken Miles en Becky tot nog een kleine groep te behoren, die nog niet zijn overgenomen door de zaadlobben. Er wordt ontdekt dat deze zaadlobben al eeuwen in het heelal zweven en zich als parasieten gedragen. Ze zuigen de levende wezens uit om vervolgens weer verder te trekken. Het is hun manier van overleven. Ze kruipen in de huid van hun slachtoffers als die liggen te slapen. De slachtoffers behouden alles behalve hun wilskracht om te overleven. De mensheid is daarbij gedoemd uit te sterven, net als het complete leven op Aarde. Het is dus voor Miles en Becky van groot belang niet (meer) in slaap te vallen. Miles en Becky blijven zich verzetten. Om te ontsnappen aan de zaadlobben zijn ze gedwongen een opslagplaats van die zaadlobben in brand te steken. Achteraf blijkt dat deze actie ervoor zorgt dat de zaadlobben zich terugtrekken van de Aarde, zoveel weerstand zijn ze niet gewend.
De verdere geschiedenis van het stadje is als alle anderen. Er gaan mensen dood en er komen nieuwe mensen voor in de plaats. De gehele situatie is al snel een voetnoot in de geschiedenis.

## Films
De voetnoot in de geschiedenis in Santa Mira bleek niet te gelden voor de cinema. Er zijn minstens vier verfilmingen bekend van het verhaal:
- Invasion of the Body Snatchers uit 1956
- Invasion of the Body Snatchers uit 1978
- Body Snatchers uit 1993
- The Invasion uit 2007 met een omgekeerd verhaal, de arts heet Caroll Bennell gespeeld door Nicole Kidman, de man Ben Driscoll (Daniel Craig)